# William Westmoreland
William Childs Westmoreland (Spartanburg County (South Carolina), 26 maart 1914 – Charleston (South Carolina), 18 juli 2005) was een Amerikaanse generaal, bevelhebber van de Amerikaanse troepen in de Vietnamoorlog.
In 1936 werd Westmoreland officier bij de Artillerie. Hij diende onder andere in de Tweede Wereldoorlog en de Koreaanse Oorlog.
Van 1964 tot 1968 was hij bevelhebber van de Amerikaanse troepen in de Vietnamoorlog. Na het Tet-offensief in 1968 werden zijn positieve berichten over de stand van zaken van de oorlog in de VS niet langer geloofd. Later dat jaar werd hij vervangen door generaal Creighton W. Abrams. 
Generaal Westmoreland heeft tijdens zijn commando voortdurend aangedrongen op uitbreiding van de oorlog tot het grondgebied van Noord-Vietnam, Laos en Cambodja. Immers ook de Vietcong opereerde vanuit die gebieden. President Johnson wilde echter het conflict niet verder uit de hand laten lopen.
Westmoreland heeft altijd de stelling verdedigd, dat door de Vietnam-oorlog de verdere verspreiding van het communisme over Azië werd voorkomen.
Na zijn tijd in Vietnam was Westmoreland van 1968 t/m 1972 bevelhebber van het Amerikaanse leger, waarna hij het leger verliet. In 1974 deed hij mee aan de verkiezingen voor gouverneur van de staat South Carolina, die hij verloor. Hij overleed op 91-jarige leeftijd in het Bishop Gadsden retirement home in Charleston, South Carolina.

## Militaire loopbaan
- Second Lieutenant: 12 juni 1936
- First Lieutenant: 12 juni 1939
- Tijdelijk Captain: 1 februari 1942
- Tijdelijk Major: 1 februari 1942
- Tijdelijk Lieutenant Colonel: 25 september 1942
- Tijdelijk Colonel: 28 juli 1944
- Captain:12 juni 1946
- Major: 12 juli 1948
- Tijdelijk Brigadier General: 7 november 1952
- Lieutenant Colonel: 7 juli 1953
- Tijdelijk Major General: december 1956
- Colonel: juni 1961
- Brigadier General: februari 1963
- Lieutenant General: juli 1963
- Tijdelijk General: augustus 1964
- General: augustus 1965

## Decoraties
- Army Distinguished Service Medal met drie Eikenloof Clusters[1]
- Legioen van Verdienste (Verenigde Staten) met twee Eikenloof Clusters
- Bronze Star met één Eikenloof Cluster
- Air Medal
- Amerikaanse Defensie Service Medaille
- Amerikaanse Campagne Medaille
- Europa-Afrika-Midden Oosten Campagne Medaille met één zilveren en twee bronzen Service Sterren
- World War II Victory Medal
- Bezettingsmedaille voor het Leger
- Medaille voor Nationale Verdediging
- Korea Service Medaille
- Vietnam Service Medaille
- Presidentiële Eenheids-onderscheiding (United States)
- Legioen van Eer
- Oorlogskruis met Palm
- Orde van Militaire Verdienste
- Order of National Security Merit (Korea)
- Orde van Sikatuna
- Republic of Vietnam Chuong My Medal
- Ridder Grootkruis in de Orde van de Heilige Drie-eenheid
- Nationale Orde van Vietnam
- Kruis voor Dapperheid (Vietnam)
- Orde voor Voorname Diensten (3)
  - Army
  - Air force
  - Navy
- Eremedaille van de Strijdkrachten
- Civil Actions Medal
- Ridder Grootkruis in de Orde van de Witte Olifant
- Grootofficier in de Orde van Militaire Verdienste
- Guerrillero José Miguel Lanza Gran Official
- Koreamedaille van de Verenigde Naties
- Vietnam Campagne Medaille
- Republiek van Korea Presidentiële Eenheids-onderscheiding
- Republiek van Vietnam Civil Actions Medal der eerste klasse met Palm
- Nestel
- Combat Infantryman Badge
- United States Aviator Badge
- Parachutisten Badge (United States)
- Glider Badge
- Army Staff Identification Badge
- Republiek van Vietnam Parachutisten Badge
- Knox Trophy

- Bibliothèque nationale de France: cb12377580z (data)
- Gemeinsame Normdatei: 119059002
- International Standard Name Identifier: 0000 0001 2136 9198
- Library of Congress Control Number: n50020488
- National Archives and Records Administration: 10581092
- Nationale Bibliotheek van Tsjechië: jo2016920790
- Nationale Bibliotheek van Israël: 987007308639505171
- Nationale Bibliotheek van Polen: a0000003175493
- Nederlandse Thesaurus van Auteursnamen: 162248849
- SNAC: w6kd26gr
- Système universitaire de documentation: 032820704
- Trove: 1172198
- Virtual International Authority File: 64809221
- WorldCat: E39PBJbGWDQD6G4YxVd3jRJhpP